# Longevelle-sur-Doubs
Longevelle-sur-Doubs – miejscowość i gmina we Francji, w regionie Burgundia-Franche-Comté, w departamencie Doubs.
Według danych na rok 1990 gminę zamieszkiwało 657 osób, a gęstość zaludnienia wynosiła 79 osób/km² (wśród 1786 gmin Franche-Comté Longevelle-sur-Doubs plasuje się na 247. miejscu pod względem liczby ludności, natomiast pod względem powierzchni na miejscu 540.).